# Tianshengjie (sockenhuvudort i Kina, Zhejiang Sheng, lat 30,88, long 120,11)
Tianshengjie är en sockenhuvudort i Kina. Den ligger i provinsen Zhejiang, i den östra delen av landet, omkring 70 kilometer norr om provinshuvudstaden Hangzhou. Antalet invånare är 41 068. Befolkningen består av 19 546 kvinnor och 21 522 män. Barn under 15 år utgör 12,0 %, vuxna 15-64 år 78 %, och äldre över 65 år 9,0 %.
Runt Tianshengjie är det tätbefolkat, med 947 invånare per kvadratkilometer. Närmaste större samhälle är Huzhou, 2,0 km väster om Tianshengjie. Runt Tianshengjie är det i huvudsak tätbebyggt.
Genomsnittlig årsnederbörd är 1 675 millimeter. Den regnigaste månaden är juni, med i genomsnitt 253 mm nederbörd, och den torraste är november, med 62 mm nederbörd.